# Ałan Cagajew
Ałan Konstantinow Cagajew (bułg. Алан Константинов Цагаев; ur. 13 września 1977 we Władykaukazie) — sztangista, z pochodzenia Osetyjczyk, występujący w barwach Bułgarii. Startował w kategorii do 105 kilogramów. W 2000 roku na igrzyskach olimpijskich zdobył srebrny medal wynikiem 422,5 kilogramów w dwuboju. W 2007 roku na mistrzostwach świata w Chiang Mai (Tajlandia) zdobył złoty medal.
W 2008 roku został dożywotnio zdyskwalifikowany za stosowanie dopingu.